# Ookuninushi
Ookuninushi (大国主 em japonês) é um personagem da mitologia japonesa. De acordo com texto principal do nihonshoki é filho de Susanoo, de acordo com um apêndice do mesmo nihonshoki é da sexta ou sétima geração de descendentes de Susanowo. É venerado no santuário Izumo Taisha.
Ookuninushi, juntamente com Sukunahikona, "construiu "o Ashihara no Nakatsu Kuni ensinando magia e medicina.
Ookuninushi teve muitos filhos com diversas deusas. De acordo com o Kojiki teve 180 filhos. Sua esposa oficial foi Suserihime, filha de Susanowo.